# Saint-Joachim-de-Shefford
Saint-Joachim-de-Shefford es un municipio de la provincia de Quebec, Canadá. Está ubicado en el condado regional de La Haute-Yamaska y a su vez, en la región administrativa de Montérégie. Hace parte de las circunscripciones electorales de Johnson a nivel provincial y de Shefford a nivel federal.

## Geografía
Saint-Joachim-de-Shefford se encuentra ubicada en las coordenadas 45°27′00″N 72°31′00″O / 45.45000, -72.51667. Según Statistics Canada, tiene una superficie total de 127,11 km² y es una de las 1134 localidades en las que está dividido administrativamente el territorio de la provincia de Quebec.

## Demografía
Según el censo de 2011, había 1171 personas residiendo en este municipio con una densidad poblacional de 9,2 hab./km². Los datos del censo mostraron que de las 1089 personas censadas en 2006, en 2011 hubo un aumento poblacional de 82 habitantes (7,5%). El número total de inmuebles particulares resultó de 486 con una densidad de 3,82 inmuebles por km². El número total de viviendas particulares que se encontraban ocupadas por residentes habituales fue de 443.